# Гросо
Гросо (итал. Grosso) је насеље у Италији у округу Торино, региону Пијемонт.
Према процени из 2011. у насељу је живело 818 становника. Насеље се налази на надморској висини од 395 м.

## Становништво
| 1936. | 1951. | 1961. | 1971. | 1981. | 1991. | 2001. | 2011. |
| ----- | ----- | ----- | ----- | ----- | ----- | ----- | ----- |
| 890   | 905   | 894   | 922   | 865   | 845   | 988   | 1.040 |